# Johnny Hart
Johnny Hart, eg. John Lewis Hart, född 18 februari 1931 i Endicott, New York, död 7 april 2007 i Nineveh, Broome County, New York, var en amerikansk serietecknare, mest känd som skapare av B.C. och tillsammans med Brant Parker medskapare av Trollkarlen från Id. Han var även övertygad kreationist.
Johnny Hart fick det svenska seriepriset Adamsonstatyetten 1975 för B.C.